# مهق عيني
المَهَق العيني أو البَهق العيني (بالإنجليزية: Ocular albinism)‏ هو أحد أشكال البَرص، ويحدث بشكل أساسي في العين، وهُناك أشكال وأنواع مُتعددة من المُهق العيني والتي تتشابه سريرياً.:865
عندَ ذِكر المَهق العيني الجسدي المتنحِ (يُدعى اختصاراً AROA)، فإنَّه يُقصد به النوع الخَفيف من المَهق العيني الجلدي ولا يُقصد به المَهق العيني، حيثُ أنَّ المَهق العيني مُرتبط بالكروموسوم إكس.

## الأنواع
| الاسم                           | الوراثة المندلية البشرية عبر الإنترنت | الجين      | الوصف |
| ------------------------------- | ------------------------------------- | ---------- | --- |
| مهق عيني النوع الأول (OA1)      | 300500                                | GPR143     | ويُسمى أيضاً متلازمة نتلشب-فولز وهو النوع الأكثر شيوعاً من مَعق العين، وعادةً ما يرتبط مع رأرأة، وَيصعب اكتشافه في الإناث، حيثُ أنَّ الذكور تظهر عليهم الأعراض بشكل واضح.                                                                                       |
| مهق عيني النوع الثاني (OA2)     | 300600                                | CACNA1F    | ويُسمى أيضاً متلازمة فرسيوز-إريكسون أو مرض عين جزر أولاند وغالباً ما يُصيب الذُكور، وذلك على الرغم من أنَّ الإناث غالباً ما تكون ناقلة للمرض وفي بعض الأحيان يظهر عليها بعض الأعراض، وفي كثير من الأحيان يرتبط هذا النوع مع عمى ألوان جزئي ثنائي ومع عشى ليلي. |
| مهق عيني مع صمم عصبي حسي (OASD) | 300650                                | ? (Xp22.3) | هذا النوع كما يظهر من اسمه، فإنه يكون مُرتبط مع صمم عصبي حسبي، وقد يكون مِثل النوع الأول. |

## روابط خارجية
- مُدخلات مراجعات الجين/إن سي بي آي/إن آي إتش/يو دبليو حول مُهق العين، مُرتبط بالصِبغي X.